# 1159 год
1159 (ты́сяча сто пятьдеся́т девя́тый) год  по юлианскому календарю — невисокосный год, начинающийся в четверг. Это 1159 год нашей эры, 9‑й год 6‑го десятилетия XII века 2‑го тысячелетия, 10‑й год 1150‑х годов. Он закончился 866 лет назад.
| Пн | Вт | Ср | Чт | Пт | Сб | Вс |
|    |    |    | 1  | 2  | 3  | 4  |
| 5  | 6  | 7  | 8  | 9  | 10 | 11 |
| 12 | 13 | 14 | 15 | 16 | 17 | 18 |
| 19 | 20 | 21 | 22 | 23 | 24 | 25 |
| 26 | 27 | 28 | 29 | 30 | 31 |    |

| Пн | Вт | Ср | Чт | Пт | Сб | Вс |
|    |    |    |    |    |    | 1  |
| 2  | 3  | 4  | 5  | 6  | 7  | 8  |
| 9  | 10 | 11 | 12 | 13 | 14 | 15 |
| 16 | 17 | 18 | 19 | 20 | 21 | 22 |
| 23 | 24 | 25 | 26 | 27 | 28 |    |

| Пн | Вт | Ср | Чт | Пт | Сб | Вс |
|    |    |    |    |    |    | 1  |
| 2  | 3  | 4  | 5  | 6  | 7  | 8  |
| 9  | 10 | 11 | 12 | 13 | 14 | 15 |
| 16 | 17 | 18 | 19 | 20 | 21 | 22 |
| 23 | 24 | 25 | 26 | 27 | 28 | 29 |
| 30 | 31 |    |    |    |    |    |

| Пн | Вт | Ср | Чт | Пт | Сб | Вс |
|    |    | 1  | 2  | 3  | 4  | 5  |
| 6  | 7  | 8  | 9  | 10 | 11 | 12 |
| 13 | 14 | 15 | 16 | 17 | 18 | 19 |
| 20 | 21 | 22 | 23 | 24 | 25 | 26 |
| 27 | 28 | 29 | 30 |    |    |    |

| Пн | Вт | Ср | Чт | Пт | Сб | Вс |
|    |    |    |    | 1  | 2  | 3  |
| 4  | 5  | 6  | 7  | 8  | 9  | 10 |
| 11 | 12 | 13 | 14 | 15 | 16 | 17 |
| 18 | 19 | 20 | 21 | 22 | 23 | 24 |
| 25 | 26 | 27 | 28 | 29 | 30 | 31 |

| Пн | Вт | Ср | Чт | Пт | Сб | Вс |
| 1  | 2  | 3  | 4  | 5  | 6  | 7  |
| 8  | 9  | 10 | 11 | 12 | 13 | 14 |
| 15 | 16 | 17 | 18 | 19 | 20 | 21 |
| 22 | 23 | 24 | 25 | 26 | 27 | 28 |
| 29 | 30 |    |    |    |    |    |

| Пн | Вт | Ср | Чт | Пт | Сб | Вс |
|    |    | 1  | 2  | 3  | 4  | 5  |
| 6  | 7  | 8  | 9  | 10 | 11 | 12 |
| 13 | 14 | 15 | 16 | 17 | 18 | 19 |
| 20 | 21 | 22 | 23 | 24 | 25 | 26 |
| 27 | 28 | 29 | 30 | 31 |    |    |

| Пн | Вт | Ср | Чт | Пт | Сб | Вс |
|    |    |    |    |    | 1  | 2  |
| 3  | 4  | 5  | 6  | 7  | 8  | 9  |
| 10 | 11 | 12 | 13 | 14 | 15 | 16 |
| 17 | 18 | 19 | 20 | 21 | 22 | 23 |
| 24 | 25 | 26 | 27 | 28 | 29 | 30 |
| 31 |    |    |    |    |    |    |

| Пн | Вт | Ср | Чт | Пт | Сб | Вс |
|    | 1  | 2  | 3  | 4  | 5  | 6  |
| 7  | 8  | 9  | 10 | 11 | 12 | 13 |
| 14 | 15 | 16 | 17 | 18 | 19 | 20 |
| 21 | 22 | 23 | 24 | 25 | 26 | 27 |
| 28 | 29 | 30 |    |    |    |    |

| Пн | Вт | Ср | Чт | Пт | Сб | Вс |
|    |    |    | 1  | 2  | 3  | 4  |
| 5  | 6  | 7  | 8  | 9  | 10 | 11 |
| 12 | 13 | 14 | 15 | 16 | 17 | 18 |
| 19 | 20 | 21 | 22 | 23 | 24 | 25 |
| 26 | 27 | 28 | 29 | 30 | 31 |    |

| Пн | Вт | Ср | Чт | Пт | Сб | Вс |
|    |    |    |    |    |    | 1  |
| 2  | 3  | 4  | 5  | 6  | 7  | 8  |
| 9  | 10 | 11 | 12 | 13 | 14 | 15 |
| 16 | 17 | 18 | 19 | 20 | 21 | 22 |
| 23 | 24 | 25 | 26 | 27 | 28 | 29 |
| 30 |    |    |    |    |    |    |

| Пн | Вт | Ср | Чт | Пт | Сб | Вс |
|    | 1  | 2  | 3  | 4  | 5  | 6  |
| 7  | 8  | 9  | 10 | 11 | 12 | 13 |
| 14 | 15 | 16 | 17 | 18 | 19 | 20 |
| 21 | 22 | 23 | 24 | 25 | 26 | 27 |
| 28 | 29 | 30 | 31 |    |    |    |

## События

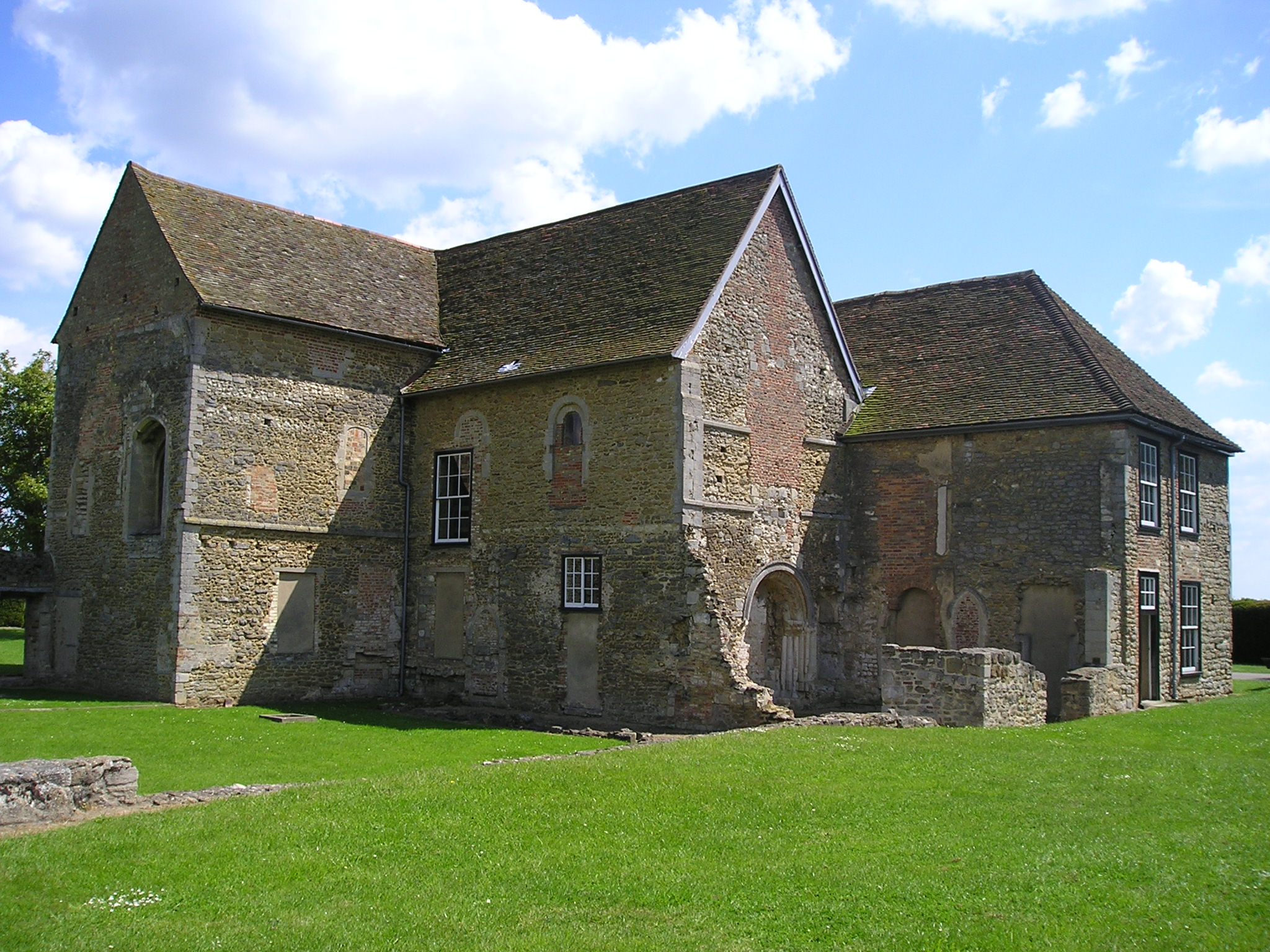
Монастырь Денни (Англия), основанный в 1159 году

- 1157—1159 — закончился Крестовый поход Тьерри Эльзасского в Северную Сирию[1].
- 1159—1160 — «Смута годов Хэйдзи» в Японии.
- 1159—1160 — осада Кремы в Ломбардии войсками Священной Римской империи[2].
- Март — встреча Генриха II и Раймунда-Беренгария IV, графа Барселоны в Аквитании. Решается вопрос о браке молодого Ричарда и одной из дочерей каталонского государя.
- Лето —  Тулузский поход. Попытка Генриха II овладеть графством Тулузским[3].
- 1 июля — Нур аль-Дин захватывает Харран:
  - Заключение мирного договора между Мануилом I Комнином и Нур аль-Дином.
- Кардиналам Римской католической церкви дано право избирать Папу Римского.
- Александр III становится папой в борьбе с несколькими антипапами с помощью короля Сицилии Вильгельма I.
- Тунис отвоеван у норманнов Альмохадами.
- Сражение Фридриха Барбароссы при Милане.
- Король Дании Вальдемар I Великий начал серию походов против вендов.
- Мануил Комнин подступил к Антиохии. Князь Ренальд подчинился ему.

## Русь
Правление: Мстислав Изяславич (до 12 апреля) и Ростислав Мстиславич
- 1158—1161 —  междоусобная война на Руси. Борьба за власть в Киевском и других княжествах, начавшаяся в период киевского княжения Изяслава Давыдовича из-за его вмешательства в борьбу за власть в Галиче[4].
  - Осада Чернигова. Двойная неудачная попытка Изяслава Давыдовича изгнать своего двоюродного брата Святослава Ольговича из Чернигова после собственной первой неудачи в борьбе за Киев в 1158 году[5].
  - Зима 1159/1160 — смоленский поход Изяслава Давыдовича. Разорительный поход в Смоленское княжество Изяслава Давыдовича и половцев. Предпринят после потери Изяславом Киева (1158) и неудачной попытки вернуть Чернигов (1159), в чём значительную роль сыграло вмешательство Ростислава Мстиславича смоленского и киевского[5].

### Правление Мстислав Изяславич
- Январь — март — к управлению киевской митрополией в третий раз вернулся Климент Смолятич, до присылки из Константинополя нового киевского митрополита[6].
- Март — русские князья во избежание раскола в Русской церкви договорились не признавать ни Климента Смолятича, ни Константина I, а просить патриарха Константинопольского Луку Хрисоверга назначить нового митрополита (по другим данным это было в 1158 году)[7], по решению которого прибывает митрополит Феодор[6].
- Роман Ростиславич вёл переговоры об условиях прихода на княжение своего отца Ростислава Мстиславича, с занявшим город Мстиславом Изяславичем[8].

#### Правление Ростислава Мстиславича
- 12 апреля 1159—1167 — в Киеве второй раз на Пасху начал княжить Ростислав Мстиславич[9][10], который вскоре направил посольство в Константинополь просить прислать в Киев нового митрополита, т.к. русские князья не сошлись в кандидатурах Константина I (ум. 1159) и Климента Смолятича[11].
- 1 мая — Ростислав Мстиславич в г. Моровийск заключает мир с Святославом Ольговичем. Князья обмениваются богатыми подарками[10].
- Мстислав Изяславич освободив великокняжеский стол уходит княжить во Владимир-Волынский[7].
- Черниговский князь Святослав Ольгович напал на город Вырь, который оборонял Иван Ростиславич Берладник[12].
- Ростислав Мстиславич посылает воевод Юрия Нестеровича и Якуна против разбойников-берладников (от названия р. Берладь, ныне в Румынии), разграбивших г. Олешье. Воеводы настигают разбойников у г. Дичина, разбивают их и отнимают полон[10].
- Князь Изяслав Давыдович собрал войско к городу Вырь в Курском Посемье и вместе с половцами предпринял две неудачные попытки нападения на Чернигов. После поражения, Изяслав отступает к Вырю, а затем к г. Зарытому, где вновь соединившись с половцами воюет у гг. Воробейна и Росусы (в Черниговском княжестве), а оттуда уходит во Вщиж к племяннику Святославу Владимировичу[13][14].
- Русские князья в этот год совершили 2 успешных половецких походов. Сначала сын черниговского князя Святослава Ольговича — Олег Святославич одержал победу над половцами, а вскоре его успех повторил дорогобужский князь Владимир Андреевич и луцкий князь Ярослав Изяславич при поддержке галичан[15].
- 1159—1171 — Роман Ростиславич в третий раз становится смоленским князем. Пользуясь положением отца и став полновластным смоленским князем, последовательно продолжал политику отца по укреплению политического и экономического значения Смоленского княжества. Покровительствовал Смоленской епископии, по заказу Романа Ростиславича в Смоленске возведена каменная церковь Святого Иоанна Богослова (1160–70-е гг.)[8].
- Состоялся масштабный съезд русских князей, на котором присутствовали представители отдельных князей, княжеских кланов и коалиций[16].
- Ростислав Мстиславич посылает торков с воеводой Жирославом Нажировичем в помощь Рогволоду Борисовичу Полоцкому против Ростислава Глебовича. Поход оказался неудачным, у торков начался голод и мор[10].
- Зима 1159/1160 — Мстислав Изяславич с братьями Ярославом и Ярополком и дядей Владимиром Андреевичем в течение 17 дней осаждают Туров, в котором затворился Юрий Ярославич. Не добившись успеха князья уходят[7].
- Зима 1159/1160 — Изяслав Давыдович вместе с половцами разоряет Смоленскую волость, где половцы взяли много пленных[14].
- Зима 1159/1160 — Изяслав Давыдович отправляет посольство к Андрею Боголюбскому и заключает с ним союз, скреплённый браком племянника Изяслава — Святослава Владимировича и дочери Боголюбского[14].
- Зима 1159/1160 — коалиция русских князей осаждают Вщиж, в котором затворился Святослав Владимирович[17].
- Зима 1159/1160 — союз Изяслава Давыдовича с Андреем Боголюбским осложняют положение великого князя Ростислава Мстиславича. Боголюбский открыто заявляет о своих правах на Великий Новгород, где княжил сын Ростислава и это вызывает в городе смуты и мятежи (см. 1160 год)[10].
- Первое упоминание в Ипатьевской летописи города Чечерск[18], Ропеск[19] (сейчас село Старый Ропск).

## Начало правления

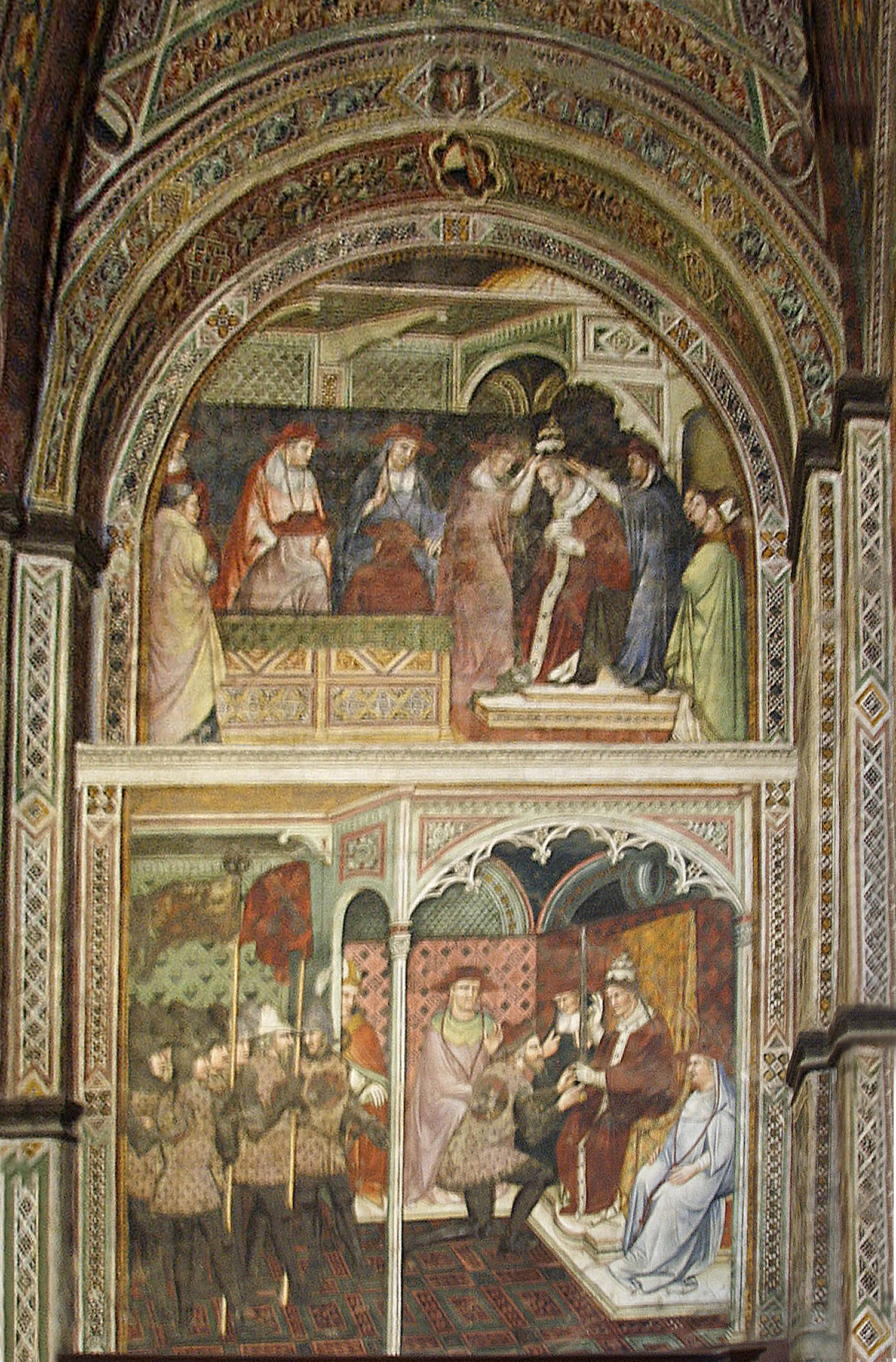
Коронация Александра III

См.также: Список глав государств в 1159 году
- 1159—1181 — Папа Александр III (ок.1105-1181).
- 1159-ок.1170 — Жупан Рашки Стефан Неманя.
- 1159—1165 — 78-й император Японии Нидзё (1143-65).
- 1159, апрель — 1160, январь — годы Хэйдзи. (Япония).

## Наука и искусство
- Закончен труд Иоанна Солсберийского «Поликратика» (Polycraticus).

## Родились
См. также: Категория:Родившиеся в 1159 году

## Скончались
См. также: Категория:Умершие в 1159 году
- 1 сентября — Адриан IV, Папа Римский с 1154 года (род.ок. 1115)[20].
- Убит Фудзивара Нобуёри.